# Eugnosta tenacia
Eugnosta tenacia es una especie de polilla de la tribu Cochylini, familia Tortricidae.
Fue descrita científicamente por Razowski & Becker en 1994.

## Distribución
Se encuentra en Brasil (Minas Gerais y Santa Catarina).